# Hosszúfarkú szuharbújó
A hosszúfarkú szuharbújó (Cisticola aberrans) a madarak osztályának verébalakúak (Passeriformes) rendjébe azon belül pedig a szuharbújófélék családjába tartozó faj.

## Rendszerezése
A fajt Andrew Smith skót zoológus és ornitológus írta le 1843-ban, a Drymoica nembe Drymoica aberrans néven.

## Alfajai
- Cisticola aberrans aberrans (A. Smith, 1843)
- Cisticola aberrans lurio Vincent, 1933
- Cisticola aberrans minor Roberts, 1913
- Cisticola aberrans nyika Lynes, 1930[2]

## Előfordulása
Afrikában, Angola, Benin, Botswana, Burkina Faso, Burundi, a Dél-afrikai Köztársaság, Dél-Szudán, Csád, Elefántcsontpart, Ghána, Guinea, Kamerun, Kenya, a Kongói Demokratikus Köztársaság, a Közép-afrikai Köztársaság, Libéria, Malawi, Mali, Mauritánia, Mozambik, Niger, Nigéria, Ruanda, Sierra Leone, Szudán, Szváziföld, Tanzánia, Togo, Uganda, Zambia és Zimbabwe területeken honos. 
Természetes élőhelyei a szubtrópusi vagy trópusi síkvidéki és hegyi esőerdők, gyepek,  szavannák, és cserjések, sziklás környezetben, folyók és patakok környékén, valamint vidéki kertek. Állandó, nem vonuló faj.

## Megjelenése
Testhossza 14 centiméter, testtömege 11-17 gramm.

## Természetvédelmi helyzete
Az elterjedési területe rendkívül nagy, egyedszáma pedig stabil. A Természetvédelmi Világszövetség Vörös listáján nem fenyegetett fajként szerepel.